# گوتا گو پی-۶۰
گوتا گو پی-۶۰ (به آلمانی: Gotha Go P.60) یک هواپیمای جنگنده ساخت آلمان بود که اواخر جنگ جهانی دوم طراحی شد اما هرگز نمونه‌ای از آن تولید نگردید. این هواپیما، توسعه‌یافته هورتن هو ۲۲۹ و دومین بال‌دیس مجهز به موتور جت در جهان بود.

## تاریخچه
طراحی گوتا گو پی-۶۰ در ژانویه ۱۹۴۵ تکمیل شده و این هواگرد آماده تولید بود اما پروژه تولید و توسعه آن به دلیل شرایط جنگ جهانی دوم متوقف شد.

## ویژگی‌ها
این جنگنده، مجهز به دو موتور توربوجت ب‌ام‌و ۰۰۳ بود که در در قسمت انتهای بدنه و در زیر و روی بال‌ها قرار داشتند.

## مشخصات (Gotha Go P.60A)
داده‌ها از Secret Projects: Flying Wings and Tailless Aircraft
ویژگی‌های عمومی
- خدمه: ۲ نفر
- طول: ۸٫۸۲ متر (۲۸ فوت ۱۱ اینچ)
- پهنای بال: ۱۲٫۲ متر (۴۰ فوت ۱ اینچ)
- ارتفاع: ۳٫۵ متر (۱۱ فوت ۶ اینچ)
- مساحت بال‌ها: ۴۶٫۸ متر مربع (۵۰۴ فوت مربع) ؛ ۱۱۰ متر مربع (۱۱۸۴ فوت مربع) همراه بدنه
- بیشترین وزن برخاست: ۷٬۴۵۰ کیلوگرم (۱۶٬۴۲۴ پوند)
- ظرفیت سوخت: ۳۶۰۰ لیتر (۹۵۱ گالن)
- پیشرانه: ۲ عدد موتور توربوجت ب‌ام‌و ۰۰۳, ۷٫۸ کیلونیوتن (۱٬۷۶۰ پوند-نیرو) thrust  در هر موتور

عملکرد
- حداکثر سرعت: ۹۱۵ کیلومتر بر ساعت (۵۶۹ مایل بر ساعت، ۴۹۴ گره)
- بُرد: ۱٬۶۰۰ کیلومتر (۹۹۴ مایل، ۸۶۴ مایل دریایی)
- حداکثر ارتفاع: ۱۲٬۵۰۰ متر (۴۱٬۰۰۰ فوت)

تسلیحات

جنگنده ارتفاع بالا
- ۲ عدد توپ ام‌کا ۱۰۸ ۳۰ میلی‌متری

جنگنده سنگین
- ۲ عدد توپ ام‌کا ۱۰۳ ۳۰ میلی‌متری

جنگنده شناسایی
- ۲عدد توپ ام‌کا ۱۰۸ ۳۰ میلی‌متری
- ۲ عدد دوربین آربی ۵۰/۱۸